# Unité-Indépendance-Démocratie
Unité Indépendance et Démocratie (UID) était la tendance majoritaire de la Fédération de l'Éducation nationale (FEN) de 1948 à 1992. 

## Historique
Elle était initialement connue sous le nom «autonome» ou «majorité autonome» (ce qui faisait référence au passage à l'autonomie de la FEN pour préserver son unité en 1948). Elle avait en effet fait le choix, avec l'École émancipée, de maintenir l'unité de la FEN par l'autonomie lors de la scission confédérale de la CGT qui avait abouti à la création de Force ouvrière en 1947. La dénomination UID remonte au début des années 1970.
UID prônait un syndicalisme réformiste s'appuyant sur le poids incontestable de la FEN dans le monde enseignant et dans la Fonction publique. De plus, UID partage avec la gauche réformiste quelques caractéristiques : le militantisme laïque, une longue proximité avec Force ouvrière (rompue en 1984), la pratique de la négociation. Cependant, les rapports entre UID et le mouvement socialiste ont été variables, d'autant que les socialistes de la FEN ne se retrouvaient pas tous dans Unité Indépendance et Démocratie, notamment dans le second degré. De plus, tant à l'époque de la SFIO que du PS, la majorité de la FEN a été parfois en conflit aigu avec ces partis (guerre d'Algérie, création de la Ve République, école privée). Un certain nombre de ses militants importants (Robert Chéramy, Louis Astre) comptèrent par exemple parmi les créateurs du Parti socialiste autonome, puis, au moins au début, du PSU. 
Mais nombre de dirigeants UID ont été engagés, à titre personnel, au Parti socialiste et y ont exercé des responsabilités variables après l'arrêt de leur mandat syndical comme Pierre Desvalois (secrétaire général du SNI de 1962 à 1967, responsable de l'Union des cercles Jean-Jaurès — qui regroupaient des enseignants socialistes — de 1967 à 1973) ou André Henry (secrétaire général de la FEN, puis ministre du Temps libre de 1981 à 1983 et, à ce titre, créateur des Chèques vacances). Mais nombre de responsables UID, bien que se situant plutôt dans le camp de la gauche non-communiste, se refusaient soit à être politiquement encartés soit à avoir autre chose qu'une adhésion de principe.  
UID dirigeait la plupart des syndicats de la FEN, en particulier
- le SNI puis SNI-PEGC (Instituteurs et PEGC) - 1er syndicat de la fédération
- le SNAEN (Agents de l'Éducation nationale) - 3e syndicat de la fédération

Le SNES (enseignement secondaire), 2e syndicat de la fédération fut dirigé par UID jusqu'en 1967. Cette année-là, c'est la tendance Unité et action (proche des communistes) q, ui devient majoritaire dans le syndicat. Unité et action accède également à la direction du SNEP (professeurs d'éducation physique). Cependant, y compris quand le SNES était dirigé par la majorité de la FEN, les conflits entre ce syndicat et le SNI ont pu être violents, notamment lors de la IVe République.
Avec la massification de l'enseignement du second degré (collège unique, croissance du pourcentage de bacheliers) et de l'enseignement supérieur, ainsi qu'avec la fin du recrutement des professeurs de collège bivalents (PEGC) en 1986, la tendance UID est affaiblie. La tendance connaît deux moments d'affaiblissement: dans la seconde moitié des années 1960, avec une poussée des minorités, et dans les années 1980, sous l'effet conjugué de la massification du second degré et de la désyndicalisation. 
En 1990, c'est le SNETAA (Enseignement professionnel) qui échappe à UID, sa direction ayant décidé de fonder une nouvelle tendance : « Autrement ». Le SNETAA rejoint d'ailleurs pour un temps la FSU. À cette date, le SNI-PEGC constitue le dernier syndicat enseignant majeur de la FEN à être dirigé par UID, alors que ce courant reste majoritaire chez les personnels administratifs et non-enseignants. La tendance recule sensiblement au congrès de Clermont-Ferrand début 1991, alors que l'ensemble des minorités de la FEN se retrouvent sur une "charte". Cette situation de faiblesse (qui fait craindre la défaite de la majorité fédérale au prochain congrès) entraîne la radicalisation des conflits au sein d'UID, qui se traduit dans l'éviction du secrétaire général de la fédération, Yannick Simbron en juin 1991.
UID disparaît en 1992 lorsqu'une réforme des statuts de la FEN met fin au système des tendances qui existait depuis 1948. Sa culture syndicale et politique a cependant influencé largement l'héritière de la FEN, l'UNSA.

## Sources bibliographiques
- Ismail Ferhat, « Le syndical et le politique. Le cas du parti socialiste et de la FEN, des années 1970 au début des années 1990 », Histoire@Politique. Politique, culture, société, no 13, janvier-avril 2011 (article en ligne)
- Ismail Ferhat, Socialistes et enseignants. Le Parti socialiste et la Fédération de l'Éducation nationale de 1971 à 1992, Pessac, Presses universitaires de Bordeaux, 2018.
- Laurent Frajerman, Jean-François Chanet, Jacques Girault et Françoise Bosman (dir.),  La Fédération de l'Éducation nationale (1928-1992) : histoire et archives en débat, Lille, Presses du Septentrion, 351 p.
- Laurent Frajerman, « Paradoxes et usages de l’indépendance syndicale. Le cas de la Fédération de l’Éducation Nationale sous la IV° république », La Pensée, no 352, octobre-décembre 2007.